# 皮特·里基茨
约翰·彼得·里克茨（英語：John Peter Ricketts；1964年8月19日—）是美國共和黨的一位政治人物，2023年起擔任內布拉斯加州美國參議院議員。在此之前，里克茨在2015年至2023年间擔任第40任內布拉斯加州州長。
他在踏入政壇之前曾經是一名商人。在2006年，里克茨曾經競選內布拉斯加州联邦参议员，但未當選。2014年競選内布拉斯加州州长並當選，2018年再次竞选并成功连任。
2023年1月，里基茨被州长吉姆·皮伦任命为该州的联邦参议员，以填补本·薩斯辞职后留下的空缺。他正在寻求在2024年的特别选举中完成萨斯的任期。

## 政治立场

### 死刑
里基茨是死刑的狂热支持者 。他通过表明他的宗教信仰支持死刑的来证明他的立场是正确的。然而，长期存在的天主教出版物和教会领袖（包括教皇若望保禄二世和教皇方济各）的官方声明都彻底谴责了死刑。

### 大麻
里基茨反对药用大麻合法化。2019年，他表示，大麻的“药用价值尚未测试”，并引用研究表明，大麻对大脑功能有不利影响。他还指出，过量服用合成大麻素K2提醒人们，大麻有多危险。

### 环境
里基茨表示，他支持拱心石管道建设，他表示，该管道将在内布拉斯加州创造就业机会，在内布拉斯加州创造大量税收，显然有助于我们减少对外国石油的依赖。

## 荣誉

### 外国勋章奖章
- 旭日重光章（日本，2022年11月3日公布[8]）